# فوزية رساسي
فوزية رساسي ولدت في مدينة فاس، المغرب في 5 أبريل عام 1947، هي أستاذة جامعية في العلوم الاجتماعية بكلية الآداب جامعة ابن طفيل القنيطرة، المغرب. التحقت حاليا بمنصب بمنظمة اليونسكو لحقوق المرأة.
وأعمالها في مجال دراسات المرأة والسلام في العالم العربي، وكتبت فوزية رساسي منشورات عديدة: المدير المساعد لمنبر اليونسكو «المرأة وحقوقها» مع Abderrazak Moulay Rachid في 2004، «كتابات المرأة المغربية التعبير العربى»، ودراسات النوع الاجتماعي «المفاهيم التعليمية الأساسية، القيم والعمليات لضمان استدامة المجتمعات؛ حالة المغرب».
إضافة إلى كتابة العديد من المنشورات شاركت في عدة مناسبات سواء كمتحدثة أو مفوضة فيما يتعلق بخبرتها.

## السيرة والانجازات
فوزية رساسي تقوم بالتدريس منذ عام 1974 . وأشرفت على العديد من دراسات البكالوريوس، الماجستير والدكتوراة.

## المنشورات
- ("La citoyenneté féminine au Maroc(“Women and citizenship in Morocco
- Le discours sur la femme, Fouzia Rhissassi (ed.), Rabat, 1998
- Images de femmes: regards de société, (with Khadija Amiti), 2004[3]
- Femmes et etat de droit: actes du Colloque International organisé les 19 et 20 Avril 2002 à la Faculté de Droit Souissi, Rabat - Maroc. (with Abderrazak Moulay Rachid)[4]
- A textual study of Thomas Hardy's Life's little ironies, Faculté des lettres et des sciences humaines, Université Mohammed V, Rabat, 1994 [5]
- Stéréotypie, images et représentations des femmes en milieu rural et/ou urbain (with Leila Messaoudi), Fennec, 2008.[6]
- Les cahiers du genre (with Isabelle Jacquet). Éditions le fennec, 2007[7]

## الجوائز والأوسمة
- جائزة من فئة حقوق الإنسان (وتمنح الجائزة سنوية للمرأة المغربية على انجازاتها) 2006 .[8]
- وسام Alouite عام 1993.
- وسام شرفى للمملكة من جلالة الملك ألبرت الثانى 2004، بلجيكا.
- السعفة الذهبية من السفارة الكندية في المغرب، 2007 .[9]